# アブロ 748
アブロ 748
First Airのアブロ 748
- 用途：旅客機
- 設計者：アブロ
- 製造者：アブロ、ホーカー・シドレー、BAe、ヒンドスタン航空機
- 運用者：
  - インド空軍
  - エア・インディア
- 初飛行：1960年6月24日
- 生産数：約450機

アブロ 748 (Avro 748) とはイギリスの航空機メーカーであったアブロが、開発した短中距離用のターボプロップ双発旅客機である。1950年代後期にアブロが開発した。なお、イギリス航空機メーカーの統廃合により、ホーカー・シドレー HS.748、BAe 748とも呼ばれ、ホーカー・シドレーで380機が生産された。BAeでは再設計が行われ、BAe ATPが開発された。

## 開発の経緯
1957年にイギリスの国防方針が転換され、アヴロは民間機市場への再参入を決定した。再参入にあたって、第二次世界大戦後に世界中で使用されていたDC-3の買換え需要を目当てに、地域間小型旅客機の開発を決め、1958年に設計を開始した。
しかし、同じことを考えるメーカーはアブロだけではなく、フォッカー社のF27やハンドレイ・ページ社のダートヘラルドも同時期に開発されている。アヴロは競争にあたって、差別化をなすため短距離離着陸の性能を重視した。この機体の試作機が実際に初飛行したのは、1960年6月24日のことであった。
市場への早期の投入を目標に簡潔な設計であり、機体価格も安価であった。量産型は1961年8月30日に初飛行、1962年に就航した。最初に生産されたシリーズの納入先はスカイウェイズ・コーチ航空だったが、大多数はアルゼンチン航空へ納入された。その短距離離着陸性能から、短い未舗装滑走路や荒れ地で運行する中南米諸国を中心に人気を博した。
アヴロ 748は軍用機としても成功し、特にイギリス空軍から発注された戦術輸送機型はHS.780 アンドーヴァー (Andover) と命名された。インドのヒンドスタン航空機でも輸送機型としてHAL-748としてライセンス生産され、89機が製造された。このうち、72機はインド空軍向けであった。最終モデルであるスーパー 748の生産が終了したのは1987年のことであり、足掛け30年近く生産された。
エンジンはロールス・ロイス ダートを使用しているが、これはYS-11と同じであり、機体の大きさを除けば外見も酷似している。

## 運用者

### 航空会社
- Best Air (1)
- Bismillah Airlines (2, S2-ADW & S2-AEE)
- Zoom Airways (0)
- Cameroon Airlines (1)
- Air Creebec (4)
- Air Inuit (4)
- Air North (4)
- Calm Air (6)
- First Air (3)
- Wasaya Airways (5)
- International Trans Air Business (1)
- Trans Service Airlift (2)
- Comores Aviation (2)
- Guinee Air Cargo (1)
- Atlantic Airlines de Honduras (1)
- Bali Air (4)
- Bouraq Indonesian Airlines (2)
- メルパチ (2)
- 748 Air Service (1)
- African Commuter Services (1)
- ネパール航空 (1)
- Fred. Olsens Flyselskap (1)
- Executive Aerospace (5)
- Stars Away Aviation (2)
- Aero Lanka (1)
- West Air Sweden (1)
- Janes Aviation (2)

### 軍用
- オーストラリア：オーストラリア空軍
- ベルギー：ベルギー空軍
- ベナン
- ブラジル
- ブルネイ
- ブルキナファソ
- コロンビア
- エクアドル

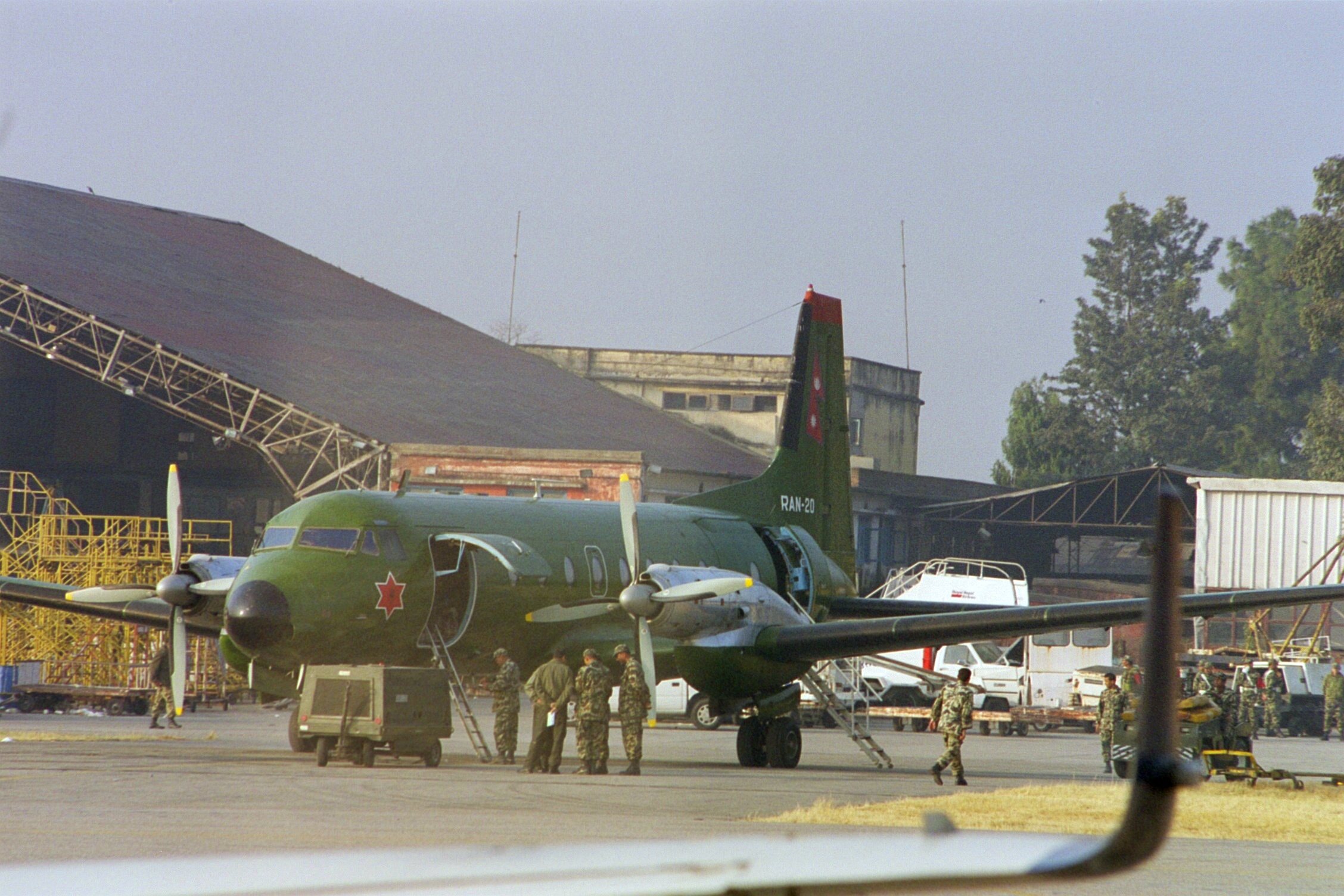
ネパール陸軍の所有する軍用仕様

- インド - 2024年時点で、インド空軍が56機を保有[1]。老朽化に伴い、EADS CASA C-295を56機調達中[2]。
- マダガスカル
- ネパール
- 韓国
- スリランカ
- タンザニア
- タイ
- ベネズエラ
- ザンビア

## 要目 (スーパー 748)
出典： Michell, Simon (editor) (1994). Jane's Civil and Military Aircraft Upgrades, 1994-95. Jane's Information Group. ISBN 0 7106 1208 7
- 乗員：2-3名
- 乗客：40-58 名
- ペイロード：5,136 kg (11,323 lb)
- 全長：20.42 m (67 ft 0 in)
- 全幅：31.23 m (102 ft 5+1⁄2 in)
- 高さ：7.57 m (24 ft 10 in)
- 翼面積：77 m2 (829 ft2)
- 空虚重量：12,327 kg (27,126 lb)
- 最大離陸重量：21,092 kg (46,500 lb)
- エンジン：ロールス・ロイス ダート RDa.7 Mk 536-2 ターボプロップ 双発
- 出力：2,280 ehp (1,700 kW)
- 巡航速度：452 km/h
- 最大航続距離：1,715 km
- 実用上昇限界：7,620 m